# Чувство юмора
Чу́вство ю́мора — психологическая особенность человека, заключающаяся не только в примечании противоречий в окружающем мире, но и в оценке их с комической точки зрения. Отсутствие чувства юмора может выступать объектом иронии со стороны социального большинства и нарекаться фанатизмом.

## Формирование
Чувство юмора начинает проявляться и развивается в раннем детстве под влиянием окружающей среды, анекдотов и т. п. Отсутствие предпосылок для его развития приводит к формированию прямолинейного характера, человек с таким крайним типом личности может иметь проблемы в социальной адаптации.

## Измерение
Существуют исследования, в которых была предпринята попытка измерить чувство юмора у разных людей и связать его с другими характеристиками человека.
Оценки чувства юмора производятся с точки зрения различных научных дисциплин, таких как лингвистика, социология, психология, антропология. Существует порядка сотни теорий юмора. Многие теории утверждают, что назначение юмора в том, чтобы разряжать напряжённость и стресс, а также в том, чтобы побуждать к поиску новых интерпретаций ситуаций. Согласно этим теориям, каждая шутка сопровождается нарастающим вниманием по мере её изложения с последующей разрядкой, когда шутка высказана. Новые интерпретации возникают потому, что шутка показывает неожиданную ассоциацию несвязанных или даже конфликтующих обстоятельств. Некоторые теории утверждают, что юмор позволяет разрядиться агрессии. Однако во многих сообществах людей (солдаты на войне, полиция, уголовники, врачи) процветает особый юмор, иногда называемый чёрным; таким образом, чувство юмора субъективно.
Чувство юмора определяют как способность человека видеть смешное в рассказе, окружении или ситуации. Выделяют также способность шутить. Это тенденция человека делать юмористические комментарии либо вести себя смешно в каких-то ситуациях. Исследователи полагают, что юмор является физиологической защитной функцией.

### На русском языке
- Фрейд З. Остроумие и его отношение к бессознательному. М., 1924
- Лук О чувстве юмора и остроумии. — М., Искусство, 1968
- Дмитриев А. В. Социология юмора: Очерки. — М., 1996
- Юмор//Человек. Философско-энциклопедический словарь.- М: Наука, 2000
- Редозубов А. «Логика эмоций». СПб.: «Амфора» , 2012
- Криштафов И.А «Теория юмора»

### На других языках
- Boyle GJ, Joss-Reid JM (2004) Relationship of humour to health: a psychometric investigation. Br J Health Psychol 9(Pt 1):51-66. Связь юмора и здоровья: психометрическое исследование.  Влияние юмора на здоровье было исследовано у 504 человек, разбитых на три группы (общее население, студенты университетов и больные). Были проверены гипотезы: (1) юмор связан со степенью здоровья; (2) лица с большим чувством юмора здоровее; (3) оценка факторов многомерной шкалы юмора будет значима по вопросам, специфичным для Австралии. Результаты подтверждают, что чувство юмора связано со здоровьем, а также показывают, что многомерная шкала юмора является полезна для численных оценок.
- Clark A, Seidler A, Miller M (2001) Inverse association between sense of humor and coronary heart disease. Int J Cardiol 80(1): 87-88.
- Kelly WE (2002) An investigation of worry and sense of humor. J Psychol 136(6): 657—666. Исследование волнений и чувства юмора.  С целью исследования связи между волнениями и чувством юмора, авторы использовали вопросник волнений (Worry Domains Questionnaire, WDQ; F. Tallis, M. Eysenck, & A. Matthews, 1992) и многоуровневую шкалу чувства юмора (Multidimensional Sense of Humor Scale, MSHS; J. A. Thorson & F. C. Powell, 1993) в опросе 140 студентов. Волнения отрицательно коррелировали с чувством юмора. Результаты обсуждаются в контексте когнитивной модели Келли и Миллера (W. E. Kelly and M. J. Miller, 1999)
- Sayre J (2001) The use of aberrant medical humor by psychiatric unit staff. Issues Ment Health Nurs 22(7):669-689.
- Thorson JA, Powell FC (2001) Undertakers' sense of humor. Psychol Rep. 89(1): 175—176.